# Жабово (Брянська область)
Жабово (рос. Жабово) — село в Дубровському районі Брянської області Російської Федерації.
Населення становить 3 особи. Входить до складу муніципального утворення Олешинське сільське поселення.

## Історія
Від 2005 року входить до складу муніципального утворення Олешинське сільське поселення.

## Населення
| 2010 | 2013 |
| ---- | ---- |
| 6    | ↘3   |